# 英國鐵路357型電力動車組
英鐵357型電力動車組「電力之星」（英語：British Rail Class 357 Electrostar）是一款在1999─2002年間由Adtranz（今屬龐巴迪運輸）在英國德比製造的列車。它是首款隸屬「電力之星」系列的列車:3，同系列的其他型號列車包括375、376、377、378、379及387。
現時有74列4節編組的357型列車，全部為c2c所用，行走來往倫敦芬喬奇街站及濱海紹森德之間的鐵路線。為提升載客量，c2c自2015年開始投資1200萬英鎊逐步翻新旗下列車。